# Hybe Corporation
Hybe Co., Ltd. (стилизуется как HYBE Corporation, ранее Big Hit Entertainment; кор. 하이브) — южнокорейский конгломерат, основанный 1 февраля 2005 года как музыкальное агентство по поиску талантов и лейбл звукозаписи музыкальным продюсером и бывшим композитором JYP Entertainment Пан Си Хёком. В конгломерат входят несколько дочерних компаний: Big Hit Music, Source Music, Pledis Entertainment, Belift Lab, Ador и KOZ Entertainment.

## История

### 2005—2022: Big Hit Entertainment
Агентство Big Hit Entertainment было основано в феврале 2005 года.
В 2007 году дебютировало вокальное трио 8Eight, которое было расформировано в 2014 году.
В 2010 году Big Hit Entertainment и JYP Entertainment объединили силы в создании проекта One Day, в состав которого входили группы 2AM и 2PM. В тот же год Пан Си Хёк утвердил в компанию Ким Нам Джуна, более известного как RM, который и стал первым участником BTS.
В 2012 году компания подписала контракт с Лим Джон Хи, и женская айдол-группа GLAM была создана в коллаборации между Source Music и Big Hit Entertainment. Группа была расформирована в 2014 году из-за скандала с одной из участниц, которая подозревалась в шантаже и преследовании.
В июне 2013 года свой дебют совершила мужская хип-хоп-группа BTS, состоящая из 7 участников: RM, Ким Сокчин, Suga, J-Hope, Пак Чимин, V, Чон Джонгук.
В 2014 году контракт группы 2AM закончился, и три участника ушли в JYP Entertainment, а Ли Чхан Мин остался в компании, чтобы продолжить свою карьеру в дуэте Homme.
В мае 2015 года Лим Джон Хи покинула Big Hit Entertainment после истечения её контракта.
В феврале 2018 года дуэт Homme был расформирован после истечения контракта Ли Чхан Мина. Он покинул агентство, чтобы открыть свою компанию, а второй участник дуэта, Ли Хён, продолжил карьеру как соло-исполнитель. В октябре того же года Big Hit Entertainment объявили, что их контракт с BTS был продлён на 7 лет.
8 марта 2019 года CJ E&M и Big Hit Entertainment объявили о глобальном прослушивании и создании мужской айдол-группы, которая дебютирует в 2020 году.
4 марта 2019 года дебютировала новая мужская группа TXT, первая с момента дебюта BTS в 2013 году.
В мае 2020 года Big Hit приобрели Pledis Entertainment. Big Hit объявили, что лейбл сохранит свою независимость, но его исполнители (в том числе бойз-бэнды NU’EST и Seventeen) будут более широко продвигаться за пределами Южной Кореи. В октябре 2020 года Комиссия по справедливой торговле (далее KFTC) официально одобрила приобретение компанией Big Hit Entertainment компании Pledis Entertainment.
В ноябре 2020 года Big Hit объявили о приобретении звукозаписывающей компании KOZ Entertainment, основанной рэпером Зико. Пан Си Хёк заявил: «Я ожидаю, что артисты KOZ будут активно продвигаться на мировом рынке через глобальную сеть Big Hit и систему производства музыки».

### 2021 — настоящее время: Hybe Labels
10 марта 2021 года несколько новостных агентств начали сообщать новости о том, что Big Hit Entertainment якобы изменили своё название на HYBE Corporation. Позже в тот же день сама компания объявила о своём намерении изменить своё название на HYBE Corporation. 19 марта 2021 года компания Big Hit Entertainment Co., Ltd. объявила о ребрендинге для соответствия новому имиджу. Big Hit Entertainment из лэйбла звукозаписи и агентства по поиску талантов превратилась в многоотраслевую компанию, работающую в разных сферах деятельности. По словам Пан Си Хёка, это было связано с тем, что он увидел для себя новые горизонты. Big Hit Entertainment начала работать в сферах, которые традиционно не охватывались развлекательными компаниями, таких как поддержка индивидуального предпринимательства и сектор образования. Для выпуска музыки же был создан новый саб-лейбл. На том же мероприятии они объявили, что его официальным названием станет «Big Hit Music» в составе HYBE Corporation и HYBE Labels. Этот новый лейбл настроен работать независимо от HYBE Corporation в области производства музыки, управления исполнителями и общения с фанатами. Ребрендинг вступил в силу 31 марта 2021 года.

## Подразделения и дочерние компании

### HYBE Labels
Это подразделение по производству развлечений и музыки. До ребрендинга она была известна как лейблы с большим успехом. Дочерние компании подразделения работают независимо от корпорации Hybe, но получают творческую поддержку
- Big Hit Music
  - BTS
  - TXT
  - Ли Хён
- ADOR
  - NewJeans
- Belift Lab (совместно с CJ E&M)
  - Enhypen
  - Illit
- Source Music
  - Le Sserafim
- Pledis Entertainment
  - Seventeen
  - Бэкхо
  - Минхён
  - Bumzu
  - Нана
  - Йехана
  - Сонён
  - Fromis 9
  - TWS
- KOZ Entertainment
  - Зико
  - DVWN
  - BOYNEXTDOOR
- Япония
  - Hybe Labels Japan
    - &Team

### HYBE HQ
Hybe HQ является дочерней компанией Hybe Corporation. В состав компании входят три подразделения: Hybe Labels, Hybe Solutions и Hybe Platforms. Под каждым подразделением полностью или частично находятся дочерние компании его материнской корпорации.

#### HYBE Solutions
Подразделение «решений» состоит из специализированных бизнес-подразделений по видеоконтенту, IP, обучению и играм. Вторичные и третичные предприятия создаются на основе творческой продукции каждого лейбла. В мае 2021 года Hybe Edu подписала деловое соглашение с Международным фондом обучения корейскому языку (IKLEF) о разработке учебников на корейском языке для распространения в зарубежных начальных и средних школах через Министерство образования, начиная с 2022 года. Различный другой онлайн и офлайн-контент будет также будет создана с использованием интеллектуальной собственности BTS в ответ на растущий спрос на корейское образование в зарубежных странах. 2 июля 2021 г. было объявлено, что Hybe 360 и Hybe IP были распущены и объединены в Hybe Corporation.
- HYBE Edu
- Superb

#### HYBE Platforms
Это технологический отдел. Он управляет социальной сетью и развлекательной платформой Weverse, которая служит центром для подключения и расширения всего контента и услуг Hybe. В мае 2021 года компания Weverse инвестировала в американский стартап Fave, платформу F2F для фандомов, в рамках своих планов по расширению возможностей для бизнеса на этой территории.
- Weverse Company
  - Werse
  - Weverse Shop
  - V Live

### HYBE America
- Hybe UMG
  - Katseye
- Ithaca Holdings
  - Atlas Music Publishing
  - Big Machine Record
    - The Valory Music Co.

  - Raised in Space
  - SB Projects
    - SB Consulting
    - SB Management
    - SB Ventures

  - Schoolboy Entertainment
    - Schoolboy Records (co-managed by Universal Music Group)
    - Sheba Publishing

### HYBE Japan
После второй реструктуризации руководства Hybe в июле 2021 года ее японские дочерние компании Hybe Solutions Japan и Hybe T&D Japan были объединены, образовав региональную штаб-квартиру Hybe Japan. Японский филиал работает как независимая организация под руководством генерального директора и бывшего генерального директора Hybe Solutions Japan Хан Хен Рока. Он курирует производство музыки, музыкальное издательство, управление авторскими правами на музыку, управление артистами, поиск и развитие талантов, а также способствует вхождению других артистов Hybe в сеть. Японский рынок. Hybe Labels Japan дебютировали свою первую мужскую группу &Team в декабре 2022. Ожидается сотрудничество с Хирооми Тосакой из J Soul Brothers по созданию новой женской группы. 24 апреля 2023 года дебютировала их женская группа Moonchild.
Лейблы
- Hybe Labels Japan
  - &Team
- Naeco
  - Юрина Хиратэ

Партнëры
- Hybe Solutions Japan
- Hybe T&D Japan

## Филантропия
В 2017 году стало известно, что Big Hit Entertainment пожертвовал 30 миллионов вон (примерно 25 000 долларов США) семьям погибших в катастрофе крушение парома «Севоль» в 2014 году.
В июне 2020 года Big Hit вместе с BTS пожертвовали 1 миллион долларов в поддержку движения Black Lives Matter во время протестов после убийства Джорджа Флойда и ещё 1 миллион долларов на кампанию Live Nation Crew Nation, чтобы помочь поддержать персонал живой музыки во время пандемии COVID-19.

## Фильмография

### Телесериалы
- Юность (2022, TBA) (вместе с Chorokbaem Media)

### Выставки
- Hybe Insight (2021) в Южной Корее

### Реалити-шоу
- I-Land (2020, Mnet) (вместе с CJ ENM и Studio Take One)
- &Audition – The Howling (2022, Hulu Japan & HYBE Labels YouTube Channel)
- I-Land 2 (2023, Mnet)

## Концерты
- 2021 NEW YEAR’S EVE LIVE (2020, Weverse)